# Episodi di Barry (terza stagione)
La terza stagione della serie televisiva Barry, composta da otto episodi, è stata trasmessa negli Stati Uniti su HBO dal 24 aprile al 12 giugno 2022.
In Italia la stagione è andata in onda su Sky Atlantic dal 13 al 20 luglio 2025.
| n° | Titolo originale  | Titolo italiano             | Prima TV USA   | Prima TV Italia |
| -- | ----------------- | --------------------------- | -------------- | --------------- |
| 1  | forgiving jeff    | Perdonare Jeff              | 24 aprile 2022 | 13 luglio 2025  |
| 2  | limonada          | Vendete limonata?           | 1º maggio 2022 | 13 luglio 2025  |
| 3  | ben mendelsohn    | Ben Mendelsohn il supereroe | 8 maggio 2022  | 13 luglio 2025  |
| 4  | all the sauces    | Tutte le salse              | 15 maggio 2022 | 13 luglio 2025  |
| 5  | crazytimesh*tshow | Uncasinoassurdo             | 22 maggio 2022 | 20 luglio 2025  |
| 6  | 710N              | Interstatale 710 verso Nord | 29 maggio 2022 | 20 luglio 2025  |
| 7  | candy asses       | Ricordi di guerra           | 5 giugno 2022  | 20 luglio 2025  |
| 8  | starting now      | A partire da ora            | 12 giugno 2022 | 20 luglio 2025  |

## Perdonare Jeff
- Titolo originale: forgiving jeff
- Diretto da: Bill Hader
- Scritto da: Alec Berg e Bill Hader

### Trama
- Guest star: Elizabeth Perkins (Diane Villa), D'Arcy Carden (Natalie Greer), Michael Irby (Cristobal Sifuentes), Jessy Hodges (Lindsay Mandel), Andrew Leeds (Leo Cousineau), Nick Gracer (Yandal), Turhan Troy Caylak (Akhmal), JB Blanc (Batir), Elsie Fisher (Katie), Gary Kraus (Krauss), Marika Domińczyk (Anna), Cullen Douglas (Charles), Todd Weeks (Jeff), Joanna Sotomura (Casey).
- Ascolti USA: telespettatori 249 000 – rating 18-49 anni 0,04%[3]

## Vendete limonata?
- Titolo originale: limonada
- Diretto da: Bill Hader
- Scritto da: Alec Berg e Bill Hader

### Trama
- Guest star: D'Arcy Carden (Natalie Greer), Michael Irby (Cristobal Sifuentes), Miguel Sandoval (Fernando), Jessy Hodges (Lindsay Mandel), Andrew Leeds (Leo Cousineau), JB Blanc (Batir), Turhan Troy Caylak (Akhmal), Elsie Fisher (Katie), Nick Gracer (Yandal), Allison Jones (se stessa).
- Ascolti USA: telespettatori 294 000 – rating 18-49 anni 0,06%[4]

## Ben Mendelsohn il supereroe
- Titolo originale: ben mendelsohn
- Diretto da: Alec Berg
- Scritto da: Emma Barrie

### Trama
- Guest star: D'Arcy Carden (Natalie Greer), Michael Irby (Cristobal Sifuentes),Mark-Paul Gosselaar (se stesso), Jessy Hodges (Lindsay Mandel), Miguel Sandoval (Fernando), Nick Gracer (Yandal), Turhan Troy Caylak (Akhmal), JB Blanc (Batir), Elsie Fisher (Katie), Marika Domińczyk (Ana), Michael Lanahan (Showrunner).
- Ascolti USA: telespettatori 299 000 – rating 18-49 anni 0,07%[5]

## Tutte le salse
- Titolo originale: all the sauces
- Diretto da: Alec Berg
- Scritto da: Jason Kim

### Trama
- Guest star: Elizabeth Perkins (Diane Villa), D'Arcy Carden (Natalie Greer), Michael Irby (Cristobal Sifuentes), Miguel Sandoval (Fernando), Jessy Hodges (Lindsay Mandel), Fred Melamed (Tom Posorro), Michael Bofshever (George Krempf), Joe Mantegna (se stesso), Annabeth Gish (Julie), Andrew Leeds (Leo Cousineau), Nick Gracer (Yandal), Turhan Troy Caylak (Akhmal), Elsie Fisher (Katie), Alexander Macnicoll (Kyle), Joanna Sotomura (Casey).
- Ascolti USA: telespettatori 270 000 – rating 18-49 anni 0,05%[6]

## Uncasinoassurdo
- Titolo originale: crazytimesh*tshow
- Diretto da: Alec Berg
- Scritto da: Emily Heller

### Trama
- Guest star: Elizabeth Perkins (Diane Villa), D'Arcy Carden (Natalie Greer), Michael Irby (Cristobal Sifuentes), Jessy Hodges (Lindsay Mandel), Laura San Giacomo (Annie), Darrell Britt-Gibson (Jermaine Jefrint), Rightor Doyle (Nick Nicholby), James Hiroyuki Liao (Albert Nguyen), Michael Ironside (Andrei), Joe Mantegna (se stesso), Annabeth Gish (Julie), Andrew Leeds (Leo Cousineau), Nick Gracer (Yandal), JB Blanc (Batir), Gary Kraus (Krauss), Turhan Troy Caylak (Akhmal), Alexander Macnicoll (Kyle), Krizia Bajos (Elena), Michael Lanahan (Showrunner), Carlos Lacámara (sig. Coleman), Joanna Sotomura (Casey), Jolene Van Vugt (Traci).
- Ascolti USA: telespettatori 257 000 – rating 18-49 anni 0,04%[7]

## Interstale 710 verso Nord
- Titolo originale: 710N
- Diretto da: Bill Hader
- Scritto da: Duffy Boudreau

### Trama
- Guest star: Robert Wisdom (Jim Moss), Vanessa Bayer (Morgan Dawn-Cherry), Jessy Hodges (Lindsay Mandel), Darrell Britt-Gibson (Jermaine Jefrint), Rightor Doyle (Nick Nicholby), Laura San Giacomo (Annie), Fred Melamed (Tom Posorro), James Hiroyuki Liao (Albert Nguyen), Karen David (Sharon Lucado), Gary Kraus (Krauss), Tom Allen (Mitch), Sal Lopez (padre di Anita), Jolene Van Vugt (Traci).
- Ascolti USA: telespettatori 210 000 – rating 18-49 anni 0,03%[8]

## Ricordi di guerra
- Titolo originale: candy asses
- Diretto da: Bill Hader
- Scritto da: Liz Sarnoff

### Trama
- Guest star: Glenn Fleshler (Goran Pazar), Robert Wisdom (Jim Moss), D'Arcy Carden (Natalie Greer), Jessy Hodges (Lindsay Mandel), Miguel Sandoval (Fernando), Laura San Giacomo (Annie Eisner), Fred Melamed (Tom Posorro), James Hiroyuki Liao (Albert Nguyen), Michael Bofshever (George Krempf), Karen David (Sharon Lucado), Gary Kraus (Krauss), Phil Reeves (Bob Jacobson), Chris Coppola (Mel), Nick Gracer (Yandal), Turhan Troy Caylak (Akhmal), Chris Marquette (Chris Lucado), Cullen Douglas (Charles), Todd Weeks (Jeff), Patricia Fa'asua (Esther), Mark Ivanir (Vacha/Ruslan), Nikita Bogolyubov (Mayrbek), Jolene Van Vugt (Traci).
- Ascolti USA: telespettatori 261 000 – rating 18-49 anni 0,05%[9]

## A partire da ora
- Titolo originale: starting now
- Diretto da: Bill Hader
- Scritto da: Alec Berg e Bill Hader

### Trama
- Guest star: Robert Wisdom (Jim Moss), Michael Irby (Cristobal Sifuentes), Laura San Giacomo (Annie Eisner), Fred Melamed (Tom Posorro), James Hiroyuki Liao (Albert Nguyen), Anthony Molinari (Shane Taylor), Nick Gracer (Yandar), Turhan Troy Caylak (Akhmal), Gary Kraus (Krauss), Phil Reeves (Bob Jacobson), Krizia Bajos (Elena).
- Ascolti USA: telespettatori 221 000 – rating 18-49 anni 0,04%[10]